# Campionati mondiali di maratona canoa/kayak 1990
I Campionati mondiali di maratona canoa/kayak 1990 sono stati la 2ª edizione della manifestazione. Si sono svolti a Copenaghen, in Danimarca.

## Medagliere
| Pos.   | Paese            | Oro | Argento | Bronzo | Totale |
| ------ | ---------------- | --- | ------- | ------ | ------ |
| 1      | Danimarca        | 3   | 0       | 1      | 4      |
| 2      | Ungheria         | 2   | 3       | 1      | 6      |
| 3      | Norvegia         | 1   | 0       | 0      | 1      |
| 4      | Cecoslovacchia   | 0   | 1       | 1      | 2      |
| 5      | Gran Bretagna    | 0   | 1       | 0      | 1      |
| 5      | Svezia           | 0   | 1       | 0      | 1      |
| 7      | Germania Est     | 0   | 0       | 2      | 2      |
| 8      | Unione Sovietica | 0   | 0       | 1      | 1      |
| Totale | Totale           | 6   | 6       | 6      | 18     |

## Podi

### Uomini
| Evento | Oro                                           | Perform. | Argento                                 | Perform. | Bronzo                                                | Perform. |
| Canoa  |                                               |          |                                         |          |                                                       |          |
| C-1    | Stig Jepsen                                   | 3h13'56" | Pál Pétervári                           | 3h16'42" | Jiri Vrdlovec                                         | 3h17'29" |
| C-2    | Danimarca Arne Nielsson Christian Frederiksen | 2h52'16" | Ungheria Zsolt Bohács Gabor Gyursanszky | 3h02'44" | Unione Sovietica Victor Dobrotvorsky Andrey Balabanof | 3h02'53" |
| K-1    | Kalman Petrovics                              | 2h53'58" | Stefan Gustafsson                       | 2h53'59" | Claus Rohr                                            | 2h54'08" |
| K-2    | Danimarca Thor Nielsen Lars Koch              | 2h46'28" | Gran Bretagna Ivan Lawler Graham Burns  | 2h46'29" | Germania Est Jens Stegemann Olaf Scheu                | 2h46'30" |

### Donne
| Evento | Oro                                   | Perform. | Argento                                         | Perform. | Bronzo                          | Perform. |
| Canoa  |                                       |          |                                                 |          |                                 |          |
| K-1    | Ingeborg Rasmussen                    | 3h13'45" | Katalin Lakatos                                 | 3h13'47" | Manuela Koeblitz                | 3h13'56" |
| K-2    | Ungheria Agnes Erdodi Andrea Baranyai | 3h00'14" | Cecoslovacchia Barbara Vernerova Alena Hroudova | 3h02'29" | Ungheria Agnes Tas Tunde Demeny | 3h03'24" |